# 楊載 (明)
楊 載（よう さい、生没年不詳）は、琉球に来た明の招諭使。

## 解説
洪武元年（1368年）に中国を平定した明の洪武帝は、周辺諸国に対して服属する様に招諭した。琉球には洪武5年（1372年）に楊載を遣わし、中山王察度を招諭した。故に、察度は弟の泰期を遣わし、明に初めて入貢した。
楊載は洪武4年（1371年）に博多からの帰路に既に琉球を経由した（道琉球）との説が『鄭開陽雑著』に見えて、それにもとづき1371年に既に明国人が博多琉球福建航路を有していたとの説があるが、近年、いしゐのぞむは鄧球『皇明泳化類編』・高岱『鴻猷録』などにもとづき「道琉球」は「遣琉球」の誤寫であることを明らかにした。これにより、楊載は洪武4年10月に博多から南京へ帰国後すぐに洪武5年正月に琉球へ派遣されたことが明らかとなり、短時間に日本琉球側が福建琉球間で楊載を導いたことが分かった。